# Evergreen（いのちの唄声）
「evergreen（いのちの唄声）」は、2004年6月9日に発売されたCROSS CLOVERのシングル。

## 概要
KIYOSHI（氷川きよし）、ビリケン、FANATIC◇CRISISによって結成されたCROSS CLOVERのチャリティー・シングルは、日本赤十字社イメージソング。昨年に続き日本赤十字社のイメージキャラクターに起用された氷川が、多くの人にチャリティーに興味を示してもらうためにイメージソングを提案。以前から親交のあったFANATIC◇CRISISの石月努が作詞・作曲を担当。以前からチャリティーに興味があったビリケンが賛同し、CROSS CLOVERとして発売することとなった。初回生産分のみにトレーディングカードが封入されている（4種類の中から1枚）。ワンコイン（500円）で発売され、売上の一部は日本赤十字社に寄付された。

## 収録曲
1. evergreen(いのちの歌声)
2. evergreen(いのちの歌声)feat.KIYOSHI
3. evergreen(いのちの歌声)feat.ビリケン
4. evergreen(いのちの歌声)feat.FANATIC◇CRISIS/Acoustic Ver.